# Aeroporto di Sendai

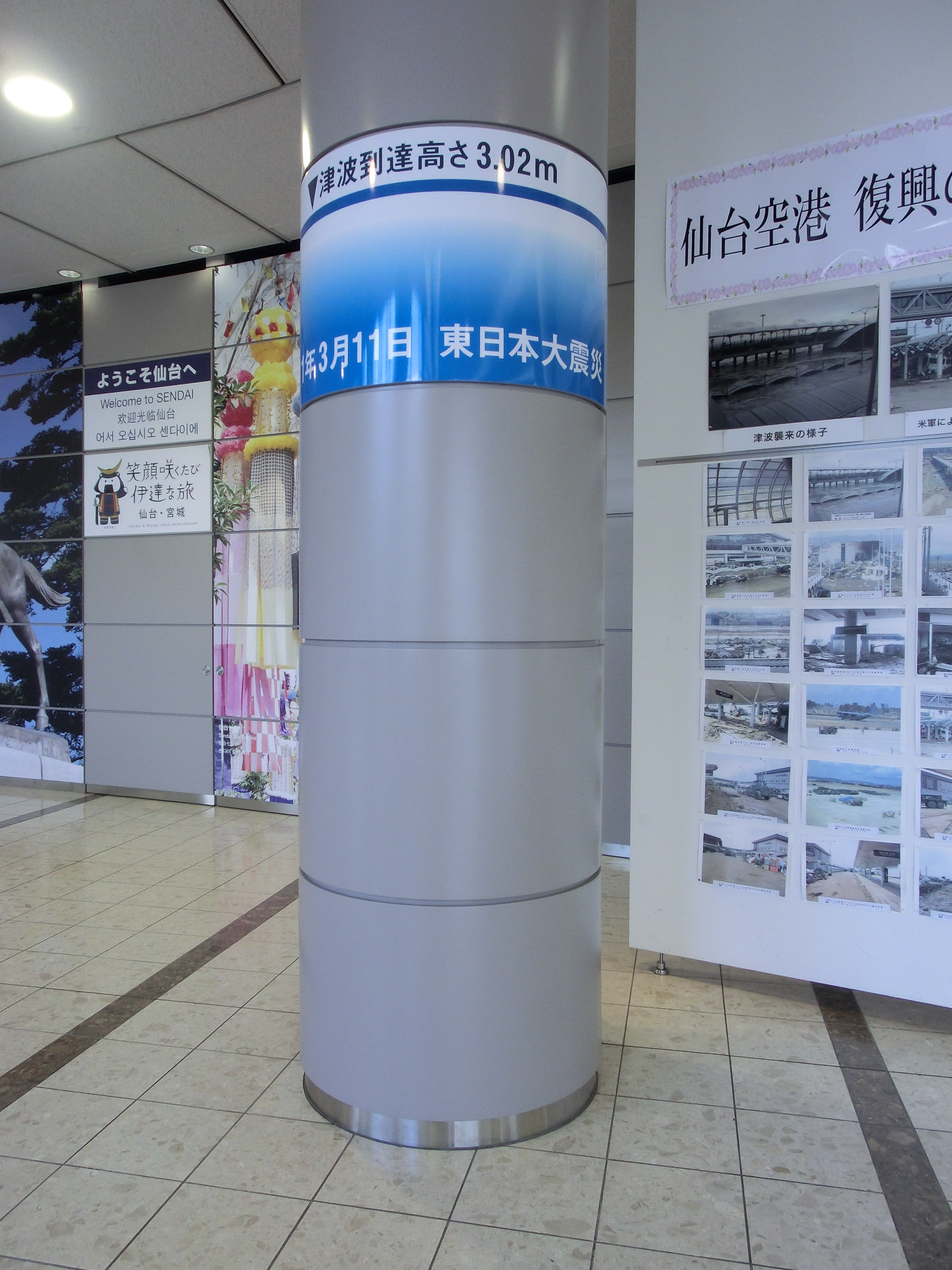
Un pilastro al primo piano con scritto "Lo tsunami ha raggiunto l'altezza: 3,02 m"

L'aeroporto di Sendai (仙台空港?, Sendai Kūkō) (IATA: SDJ, ICAO: RJSS) è un aeroporto internazionale situato a 13,6 km a sudest di Sendai nella prefettura di Miyagi, in Giappone.

## Storia
Nel 1940, l'esercito imperiale giapponese costruì l'aeroporto di Sendai per usarlo come centro di addestramento di volo per gli studenti dell'accademia di aeronautica militare di Kumagaya.

### Terremoto e conseguente maremoto del 2011

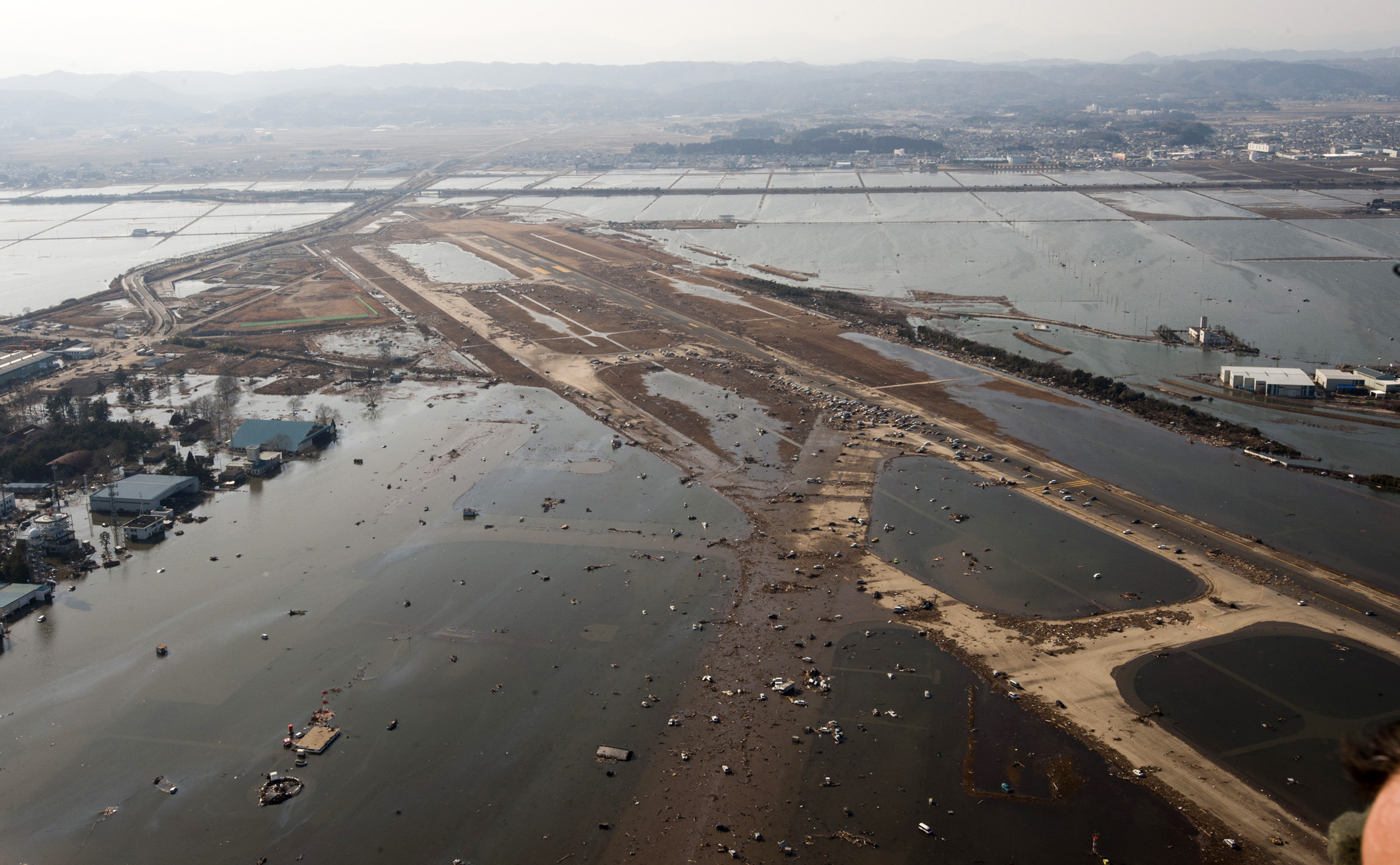
Inondazioni intorno all'aeroporto dovute allo Tsunami, 13 marzo 2011

L'11 marzo 2011, l'aeroporto è stato danneggiato dal terremoto di Tōhoku del 2011 e poi gravemente allagato dal successivo tsunami. Oltre a sommergere il piazzale, le vie di rullaggio e la pista, le acque alluvionali hanno raggiunto parti del 2º livello del terminal passeggeri, rendendo inutilizzabili le apparecchiature elettriche, i trasformatori e le apparecchiature di sicurezza. Le operazioni a Sendai, nonché all'aeroporto di Odate-Noshiro e all'aeroporto di Sado, che erano tutti controllati dalla torre di controllo dell'aeroporto di Sendai, sono state sospese. Circa 1300 persone sono rimaste bloccate all'interno del terminal fino al 13 marzo, quando sono state evacuate. Il 17 marzo gli ingegneri militari sono riusciti a riaprire l'aeroporto parzialmente per permettere l'atterraggio di voli con a bordo beni di prima necessità.

## Servizi
Il principale terminal viaggiatori fu progettato dall'architetto nippo-americano Gyo Obata della Hellmuth, Obata & Kassabaum.
L'edificio principale conta quattro piani:
- G1: area arrivi (domestiche e internazionali), ritiro bagagli, dogana, piazza centrale - G1
- M2 - terminal arrivi, atrio, area doganale
- 2 - area partenze (domestiche e internazionali), uffici delle compagnie aeree, zona check-in, sale di attesa e lounge
- 3 - area shopping (4), business lounge, area di attesa e piattaforma di osservazione

L'aeroporto dispone di 8 manicotti d'imbarco per ospitare aerei in arrivo e in partenza. Il lato ovest del terminale è utilizzato dalle rotte domestiche, mentre quello est è usato per i voli internazionali.
La torre di controllo e gli uffici dell'Aviazione civile della regione di Tokyo, e il terminal cargo si trovano a ovest dell'edificio principale.
Al lato sud sono presenti strutture per piccoli velivoli, elicotteri e hangar.
Le compagnie aeree presenti operano principalmente voli domestici. Le poche rotte internazionali sono principalmente dirette a Guam e alle isole Hawaii.
A causa dei danni provocati dal terremoto e dallo tsunami del 2011, ad eccezione dei voli umanitari, tutto il traffico è stato sospeso dall'11 marzo 2011 al 13 aprile dello stesso anno, inizialmente con servizi limitati, e in seguito, il 25 luglio con il ripristino totale dei voli.

## Collegamenti

### Treno
L'aeroporto è direttamente collegato con la stazione di Sendai dalla linea Sendai Aeroporto in circa 17 minuti con il servizio rapido e 25 minuti con il treno locale. La linea è attiva dal 18 marzo 2007 e, a causa del terremoto del Tohoku è rimasta chiusa dall'11 marzo 2011 al 1º ottobre dello stesso anno.

### In automobile
Si può raggiungere l'aeroporto via auto attraverso la strada a pedaggio Sendai-Tobu attraverso la Route 20. Vicino al terminal sono presenti due parcheggi di 970 e 250 posti.

### In bus o taxi
Sono disponibili anche servizi taxi e bus subito all'esterno del terminal domestico:
- Bus: Miyagi Kotsu (per la stazione di Natori), Iwanuma Shimin (stazione di Iwanuma) e Sendai (Yamagata Zao - stagionale)
- Taxi: per la città di Sendai e la stazione di Tatekoshi

## Statistiche
Questo grafico non è disponibile a causa di un problema tecnico.
Si prega di non rimuoverlo.
Vedi la query Wikidata di origine.